# Despărțire la marele zbor
Despărțire la marele zbor este o piesă de teatru din 1982 de Romulus Bărbulescu și George Anania. Este o piesă științifico-fantastică în 3 acte. A fost montată pe scena Teatrului Ion Vasilescu din București, în regia lui Cornel Popa.

## Legături externe
- Fără titlu, fără… cuvinte – Un interviu memorabil cu Romulus Bărbulescu și George Anania

## Vezi și
- Listă de piese de teatru românești
- Teatru științifico-fantastic